# Reineta de Torrelaguna
Reineta de Torrelaguna es una  variedad cultivar de manzano (Malus domestica) Esta manzana está cultivada tradicionalmente en la sierra norte de Madrid Comarca Lozoya Somosierra, en municipios como La Hiruela, Prádena del Rincón, entre otros. Se está cultivando en el vivero de "La Troje" "Asociación sembrando raíces, cultivando biodiversidad", donde cultivan variedades frutícolas y hortícolas de la herencia para su conservación y recuperación de su cultivo. Así mismo está cultivado en el IMIDRA- Banco de Germoplasma de Variedades Tradicionales de Frutales de la Comunidad de Madrid (Finca La Isla).

## Sinónimos
- “Manzana Reineta de Prádena“,
- "Manzano Reineto",[5]
- "Manzana Reineta Antigua".[6]

## Historia
En Puebla de la Sierra se trajo esta variedad de Aragón en 1930. En otros pueblos coinciden en afirmar que es una variedad que existía desde antes de 1936. En La Hiruela trajeron púas de esta variedad 50 años antes de la guerra, de Torrelaguna y de la finca de Santuy, una antigua propiedad del Cardenal Cisneros situada junto a El Cardoso (Guadalajara). Era una de las variedades más comunes en La Hiruela y la más abundante en Madarcos.
Esta variedad se encuentra en la Sierra Norte de Madrid está arraigado su cultivo; en Braojos, Canencia, La Hiruela, Madarcos, Montejo de la Sierra, Patones, Pinilla del Valle, Prádena del Rincón, Puebla de la Sierra, Valdemanco, y Villavieja de Lozoya llevan cultivándose más de un siglo. Se conserva en cultivo por ser muy productiva y durar hasta Navidad.

## Características
El manzano de la variedad 'Reineta de Torrelaguna' tiene un vigor elevado; hoja redondeada y muy pelosa, con base foliar acorazonada; floración tardía, a últimos de mayo, por lo que se considera a los reinetos “duros para la flor”; las flores se presentan capullo rojo y flor abierta jaspeada de rojo.
La variedad de manzana 'Reineta de Torrelaguna' tiene un fruto de tamaño mediano; forma globosa achatada, ventruda en la base y aplastada, costillas pronunciadas, y con contorno irregular; piel fina, poco brillo; con color de fondo amarillo verdoso, siendo el color del sobre color naranja, importancia del sobre color medio, siendo su reparto en chapa, con chapa ausente o ligeramente presente en la zona de insolación de un naranja o cobrizo, y una sensibilidad al "russeting" (pardeamiento áspero superficial que presentan algunas variedades) medio; pedúnculo corto, leñoso y de grosor medio a notable, anchura de la cavidad peduncular es estrecha, profundidad de la cavidad pedúncular es profunda, y con importancia del "russeting" en cavidad peduncular media; anchura de la cavidad calicina relativamente amplia, profundidad de la cav. calicina es media, bordes ondulados, y con importancia del "russeting" en cavidad calicina muy débil; ojo relativamente grande, abierto; sépalos cortos, triangulares, carnosos y tomentosos en su base con las puntas secas que se parten dejando el ojo abierto.
Textura harinosa, “tiene miga” y sabor ácido: “La reineta es más agria que la camuesa” (José Hernán, Montejo). La variedad antigua es más pequeña que la variedad de reineta que se suele encontrar en el mercado, de piel más fina y con menos russeting. En Puebla de la Sierra distinguen dos tipos de reinetas antiguas: una más rojiza, harinosa y más temprana, que se recoge en la Virgen del Pilar (12 de octubre), y otra más amarilla, jugosa, de mayor calibre y más tardía para Los Santos (1 de noviembre). Se pueden consumir a partir de noviembre. En Patones maduran antes y se cosechan en septiembre.
'Reineta de Torrelaguna' es la variedad más valorada después del 'Pero de Aragón' y de las rojas. También se cultiva más porque los pájaros se comen menos sus manzanas que las de otras variedades.

## Cultivo
Se injertan de púa sobre "maíllos" que se traen "del monte" y "manzanos nacedizos". Los patrones se suelen trasplantar entre noviembre y marzo y se injertan al año siguiente, aunque en algunos casos se realiza el injerto ese mismo invierno. Los patrones se trasplantaban en un hoyo muy hondo “hasta la altura de la faja” (aprox. 1 m). Se debe hacer el hoyo en otoño, porque durante todo el invierno "se cría una babilla de tierra fina en el hoyo" que es beneficiosa para el árbol. Los injertos se deben hacer en febrero o marzo, “cuando se empieza a mover la savia, a despegarse la corteza”. Las púas se solían recoger de frutales más atrasados que el patrón, ya que “la puga tiene que tener menos savia que el patrón, para que no se seque”.

## Usos
Muy utilizadas para compotas y para asar, aunque también se consumen crudas. En La Hiruela se utilizaban para hacer “ostias”, tapas de manzana rebozada y frita con naranja, aunque el 'Pero de Aragón' es la variedad más común para elaborar este dulce.